# Eva González Pérez
María Eva González Pérez (Cáceres, 12 de junio de 1973) es una abogada española que vive y trabaja en Holanda, especializada en reivindicar los derechos de los inmigrantes, uno de sus trabajos llevó a la dimisión del Gobierno de Mark Rutte en 2021.

## Trayectoria
González Pérez nació en Cáceres y, cuando tenía dos años, emigró con sus padres a Holanda en los años 70. El turno de trabajo de los padres hizo que creciera con el apoyo de niñeras y de sus abuelos. Estudió Derecho en la Universidad de Utrecht y se graduó en el año 2000. Desde 2001, desarrolla su trabajo como abogada en los Países Bajos.
En el año 2014, comenzó a trabajar en el caso que, en 2021, llevó a la dimisión del Gobierno de Mark Rutte. La agencia de cuidados que en 2014 dirigía su marido conocía los problemas que empezaban a tener sus clientes para recibir las ayudas estatales, subvenciones a padres para contratar a personas que les ayuden en el cuidado de sus hijos. González asesoró a los clientes de esta agencia de gestión de cuidadores ubicada en Eindhoven, para que enviaran los documentos solicitados por la Administración tributaria. Al comprobar que la agencia tributaria les exigía devolver las subvenciones recibidas, González se dio cuenta de que la Administración no les estaba dando ninguna explicación, bloqueaba sus alegaciones, y dejaba sólo la opción de apelar. En este momento, González concentró su trabajo en este caso para llevarlo a los tribunales. Apeló a organismos para demostrar la discriminación que ejercía la Hacienda neerlandesa al anotar el país de origen de cada uno de los 26 000 solicitantes afectados, la mayoría marroquíes y turcos. En diciembre de 2020, un comité parlamentario hizo público el informe por el que reconocía que se trató a los padres solicitantes de las ayudas con discriminación étnica, detectando errores cometidos por la Administración y autoridades neerlandesas.
Los defectos cometidos en la asignación de fondos para cuidado de niños tuvieron lugar entre los años 2013 y 2019. El error supuso la retirada de las ayudas y la exigencia de la devolución de las recibidas. En 2018 el caso se hizo público y supuso la dimisión del ministro de Hacienda, Menno Snel. La perseverancia de González en este caso ha supuesto la dimisión del Gobierno neerlandés en enero de 2021, dos meses antes de que se convocaran las elecciones generales.

## Reconocimientos
La diputada Renske Leijten argumentó "esta mujer merece una estatua, nombres de calles y de plazas" poniendo sobre la mesa la valentía de González Pérez al trabajar en este caso para esclarecer la discriminación en la administración de Países Bajos contra los derechos fiscales de los inmigrantes.
En el año 2022 ha sido propuesta para la obtención de la Medalla de Extremadura. Máxima distinción que otorga esta Comunidad Autónoma.

### Premio Don Justo José Manuel Maza 2020
También fue galardonada con el Premio Don Justo José Manuel Maza 2020, concedido en honor a José Manuel Maza, por sus esfuerzos en el asunto del recargo. El premio se entregó el 9 de junio de 2021 en el Ateneo de Madrid [3]. Este premio lo conceden desde 2006 la Agrupación Justicia y Cultura, la Asociación Justicia y Opinión y la Casa de Úbeda. El acto ha contado con la presencia de personalidades del Tribunal Supremo de España y otros destacados juristas.

### Premio "Puñetas de Plata" 2020
El 5 de octubre de 2021, González Pérez recibió en el Instituto Francés de Madrid el "Premio Puñetas" de la Asociación de Comunicadores e Informadores Jurídicos (ACIJUR), de manos del exministro de Justicia Rafael Catala, con el que se pretende reconocer, en diferentes categorías, la labor de personas, instituciones o colectivos por su contribución a la mejora de la justicia y el Estado de Derecho en todos sus aspectos.

### Premio nacional Jurista del Año 2021
El Colegio de Abogados de Málaga y la Fundación Manuel Alcántara han concedido el premio nacional al Jurista del Año a la abogada Eva González Pérez, cuya denuncia contra el reembolso de las ayudas públicas a los padres por el cuidado de sus hijos provocó la caída del gobierno holandés en 2021.

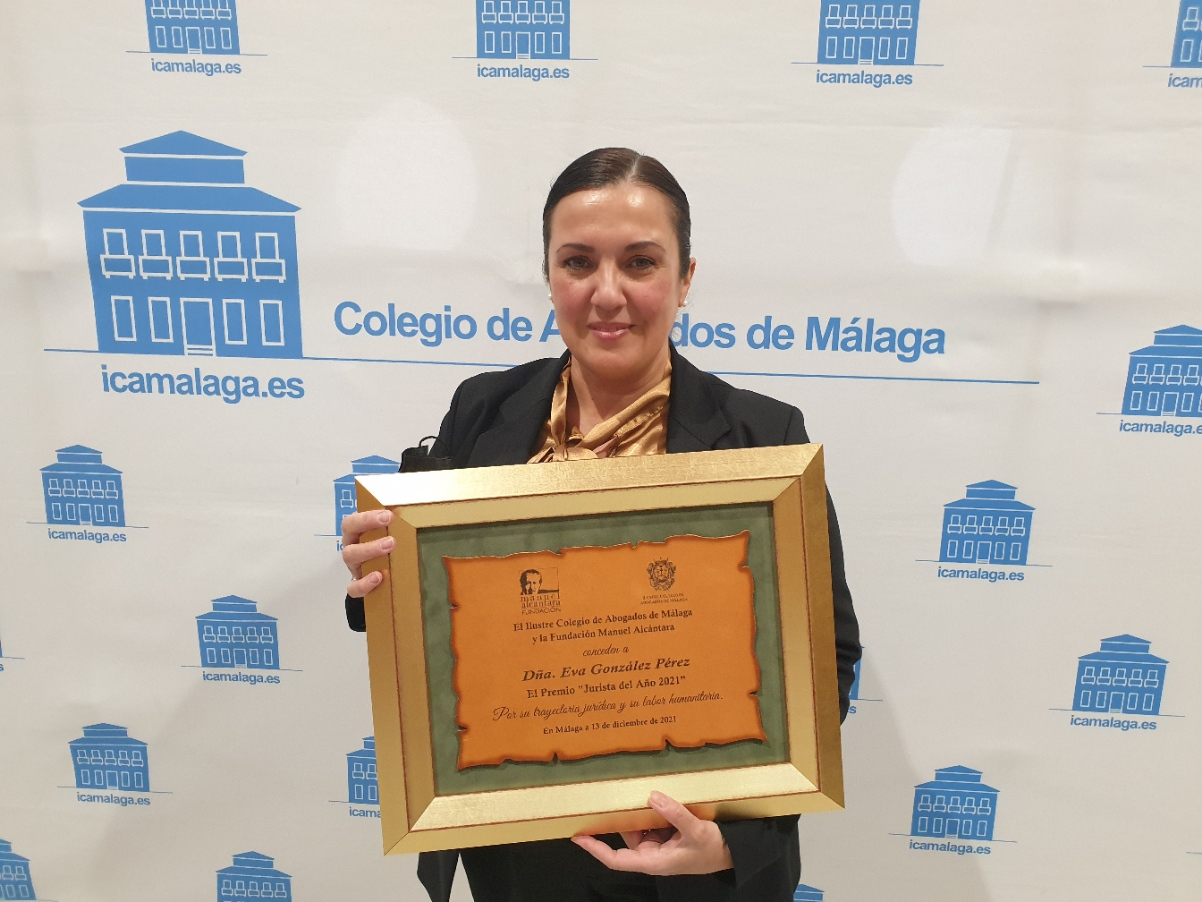
Premio nacional Jurista del Año 2021